# C. H. B. Kitchin
Pour les articles homonymes, voir Kitchin.
Clifford Henry Benn Kitchin, né le 17 octobre 1895 à Harrogate dans le Yorkshire et décédé le 2 avril 1967 à Brighton dans le Sussex de l’Est, est un écrivain britannique, surtout connu aujourd’hui pour ses romans policiers. Il signait toujours ses œuvres C. H. B. Kitchin.

## Biographie
Après des études à Bristol et à l’Université d’Oxford, il sert dans l’armée britannique et participe à des combats en France pendant la Première Guerre mondiale. À la fin du conflit, il est un temps avocat avant de devenir coulissier à la Bourse de Londres. Né dans un milieu très aisé, il n’a pas l’intention toutefois de persévérer dans ce domaine, préférant de loin les voyages, les échecs, les courses de lévriers, la roulette, les soirées mondaines, le piano et l’écriture.
Il amorce sa carrière littéraire en 1919 avec la publication d’un recueil de poésie. Il aborde le roman en 1925 et obtient un beau succès d’estime. Mais la célébrité lui vient, en son temps tout comme aujourd’hui, de ses quatre romans policiers, publiés à larges intervalles entre 1929 et 1949, où apparaît toujours Malcolm Warren, un agent de change de profession doublé d’un détective amateur perspicace. Dans le premier titre de la série, La Mort de ma tante (1929), Warren est poussé à faire enquête pour se disculper d’une accusation de meurtre qui pèse sur lui. La part d’introspection psychologique du héros, plus importante que d’ordinaire dans ce genre de littérature, constitue une des forces du récit.
En marge de sa production romanesque, Kitchin a également publié des nouvelles, dont plusieurs appartiennent au fantastique.
Homosexuel notoire, il a vécu pendant de longues années avec son amant, Clive Preen.
C. H. B. Kitchin est décédé le 2 avril 1967, (le 4, selon certaines sources).

## Œuvre

### Romans

#### Série policièreMalcolm Warren
- Death of My Aunt (1929) Publié en français sous le titre La Mort de ma tante, Paris, Fayard, coll. « Univers », 1932 Publié en français dans une traduction tronquée sous le titre Un flacon rose, Paris, Librairie des Champs-Élysées, coll. « Le Masque » no 1252, 1973
- Crime at Christmas (1934) Publié en français sous le titre Le Crime de Noël,  Paris, Nouvelle Revue Critique, coll. « L'Empreinte » no 155, 1938 ; réédition, Paris, Librairie des Champs-Élysées, coll. « Le Masque » no 1272, 1973
- Death of His Uncle (1939) Publié en français sous le titre Ne piétinez pas les cadavres, Paris, Librairie des Champs-Élysées, coll. « Le Masque » no 1261, 1973 ; réédition, Paris, Librairie des Champs-Élysées, coll. « Le Club des Masques » no 391, 1979
- The Cornish Fox (1949)

#### Autres romans non-policiers
- Streamers Waving (1925)
- Mr. Balcony (1927)
- Olive E (1937)
- Birthday Party (1938)
- The Auction Sale (1949)
- The Secret River (1956)
- Ten Pollitt Place (1957)
- The Book of Life (1960)
- A Short Walk in Williams Park (1971), publication posthume

### Nouvelles

#### Recueil de nouvelles
- Jumping Joan and Other Stories (1954)

#### Nouvelles isolées
- Dispossession (1929)
- Beauty and the Beast (1931)
- The Chelsea Cat (1952) Publié en français sous le titre Le Chat Chelsea, dans Les Chats fantastiques, vol. 2, Paris, Éditions Joëlle Losfeld, 2000
- The Maze (1953)
- The Gourd (1954)
- A Cottage in Cornwall (1954)
- Game, Set and Match to Miss Apse (1963)

### Poésie
- Curtains (1919)
- Winged Victory (1921)

## Adaptation
- 1983 : The Maze, épisode 5, saison 1, de la série télévisée britannique Shades of Darkness, d'après la nouvelle homonyme de KItchin publiée en 1953.

## Sources
- Jacques Baudou et Jean-Jacques Schleret, Le Vrai Visage du Masque, vol. 1, Paris, Futuropolis, 1984, 476 p. (OCLC 311506692), p. 268.
- (en) John M. Reilly (Ed.), Twentieth-century crime and mystery writers, New York, St. Martin's Press, coll. « Twentieth-century writers of the English language », 1982 (réimpr. 1991), 2e éd., 1568 p. (ISBN 978-0-312-82417-4, OCLC 6688156).